# 長安寺 (豊後高田市)
長安寺（ちょうあんじ）は、大分県豊後高田市加礼川にある天台宗の寺院。山号は金剛山。

## 概要
長安寺は国東半島周辺に広く分布する天台宗寺院群である六郷山寺院（六郷満山）の一つで、その多くに養老2年（718年）に仁聞によって開かれたとの伝説があるが、実際には六郷山寺院の成立はもう少し時代が下るとみられている。
六郷満山を統括していた西叡山高山寺が平安時代に衰退したのに伴い、鎌倉時代に入ると六郷満山の100以上の寺院を統括する地位を占めた。
大治5年（1130年）造立の太郎天童の胎内からは「屋山太郎惣大行事」の墨書が発見されており、六郷山の中心寺院とされてきた。安貞2年（1228年）の『六郷山諸勤行並諸堂役諸祭等目録』（『太宰管内志』所収）目録では、長安寺を指して「惣山」と記されている。
六郷満山の中山は修行のための寺院であるが、長安寺は、鐘楼門跡から延びる参道の両側に坊と田畑が並んでおり、寺と坊とが一体となった六郷満山の中山寺院の原型をよくとどめている。
所蔵している木造太郎天及二童子立像は、明治に入って神仏分離が行われるまでは、この寺の背後にある六所権現社の主神として祀られていたもので、国の重要文化財に指定されている。
国東六郷満山霊場第八番。

## 文化財
- 重要文化財（国指定）
  - 木造太郎天及二童子立像（昭和45年5月25日指定）- 三尊とも榧材の一木彫成像である[2]。特に主尊の太郎天像は、髪を美豆良に結った姿で、胎内の墨書から大治5年（1130年）に100名近い結縁者により造顕されたことがわかる[2]。国東半島の特異な神仏習合文化を伝える貴重な像である。
  - 銅板法華経19枚 附:銅筥板4枚（昭和3年4月4日指定）- 保延7年の作。紀重永の銘が共通する求菩提山の銅板法華経（国宝）の前年の作。銅筥板の毛彫りの仏画は同時代のものとして珍しく貴重な絵画資料である。
- 大分県指定有形文化財
  - 長安寺国東塔（昭和54年5月15日指定） - 参道を登り終えた場所にあり鎌倉時代の作とみられる[2]。
  - 長安寺の太鼓（平成6年3月25日指定）
- 大分県指定史跡
  - 金剛山長安寺（昭和54年5月15日指定）

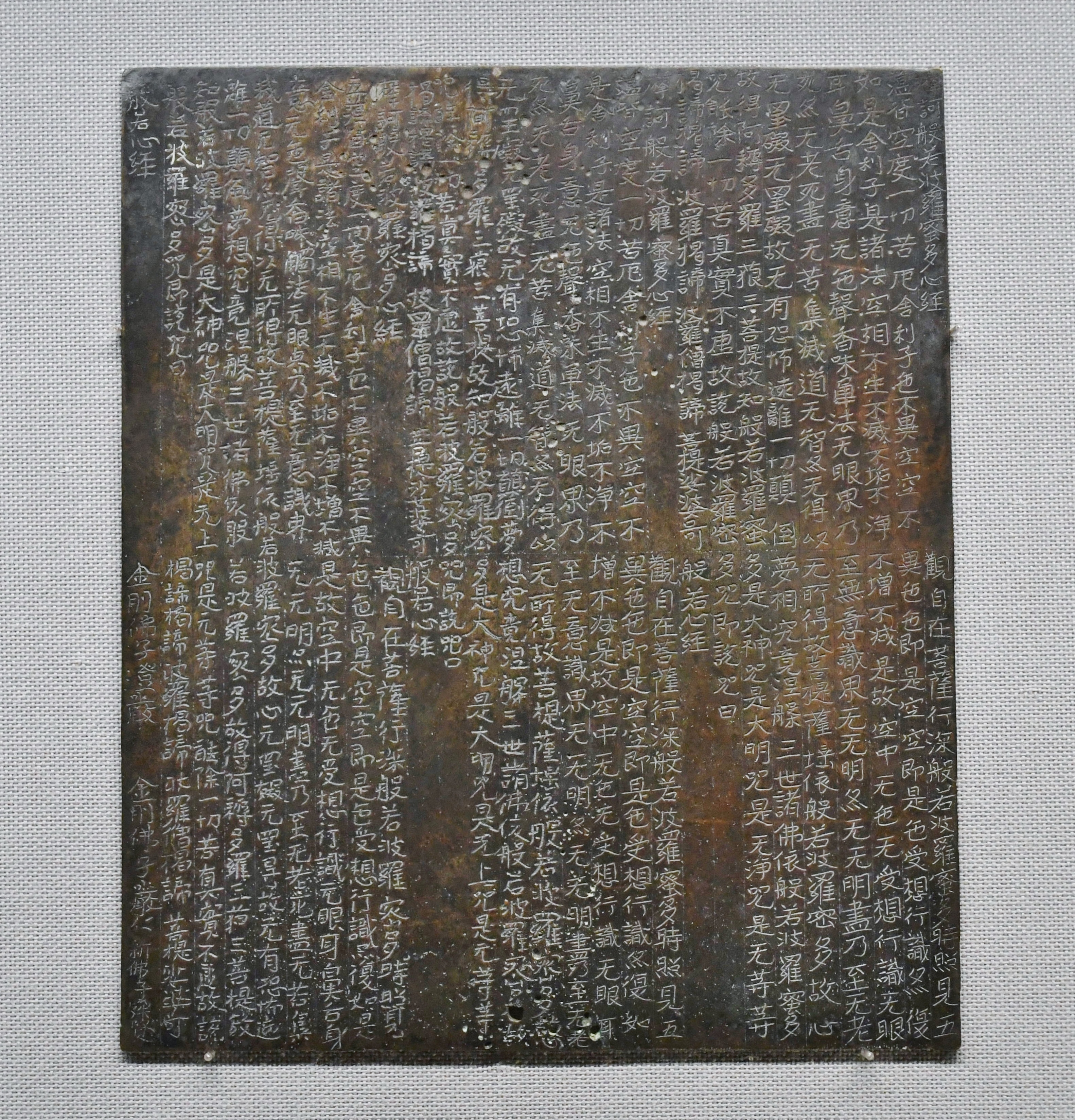
銅板経（重要美術品） 東京国立博物館展示。